# My Ruin
My Ruin ist eine US-amerikanische Alternative-, Industrial- und Nu-Metal-Band aus Los Angeles, Kalifornien, die 1999 gegründet wurde.

## Geschichte
Die Band wurde 1999 von der Sängerin Tairrie B. gegründet. Bereits zuvor war sie in der Musikszene kreativ gewesen, so hatte sie 1990 zusammen mit Eazy-E und Schoolly D das Hip-Hop-Album The Power of a Woman aufgenommen. Danach hatte sie zudem noch die Band Manhole gegründet, die sich später in Tura Satana umbenannt hatte. My Ruin, das anfängliche Solo-Projekt von Tairrie B., veröffentlichte 1999 als erstes die Cover-Single Tainted Love, auf der auch die Songs Blasphemous Girl und Scars enthalten sind. Zudem fand das Lied Sick with It im Film 8mm – Acht Millimeter Verwendung. Im selben Jahr erschien mit Speak and Destroy das erste Album, das zunächst nur in Großbritannien angeboten wurde. In den USA wurde das Album erst im folgenden Jahr veröffentlicht. Die Aufnahmen zum Album hatten sowohl in Großbritannien mit Bushwaq als Produzenten als auch in Los Angeles mit dem downset.-Gitarristen Brian „Ares“ Schwager als Produzenten stattgefunden. Beim Songwriting hatte sich ebenfalls die Gitarristin Melanie Makaiwi eingebracht, während Lance Webber die andere E-Gitarre, Meghan Mattox den Bass und das ehemalige Manhole- bzw. Tura-Satana-Mitglied Marcelo Palomino das Schlagzeug bedienten. Als Session-Bassistin war außerdem Anna Chaffee beteiligt gewesen. Zusammen mit Palomino, Webber, Makaiwi, Mattox und dem Keyboarder Todd Osenbaugh ging es auf Tournee durch Europa. Motiviert durch den Gitarristen Mick Murphy, beschloss Tairrie B. daraufhin, das Projekt als permanente Band fortzusetzen. Die beiden nahmen in Hollywood mit der Bassistin Mattox und einem Studioschlagzeuger das 2000er Album A Prayer Under Pressure of Violent Anguish auf, ehe mit Yael Benzaken eine permanente Schlagzeugerin gefunden wurde. Das Album erschien in Großbritannien kurz nach der US-Veröffentlichung von Speak and Destroy. Vor Erscheinen des Albums war bereits die Single Beauty Fiend erhältlich. A Prayer Under Pressure of Violent Anguish erschien in den USA erneut um ein Jahr zeitverzögert. Das Album enthält unter anderem Coverversionen von Do You Love Me? von Nick Cave and the Bad Seeds und Black Flags My War. Wie schon das Vorgängeralbum war diese Veröffentlichung besonders erfolgreich in Großbritannien, wo auch die Touren der Band den größten Zulauf hatten. 2001 folgte das Live-Album To Britain with Love…and Bruises. Im Oktober desselben Jahres verließ Mattox die Besetzung, woraufhin sie kurzzeitig durch Kenny Lowry ersetzt wurde, ehe Mattox im Februar 2002 zur Gruppe zurückkehrte. Nach dem Erscheinen des Live-Albums hatte sich die Band im Streit von dem Label Snapper Music getrennt. Das Label veröffentlichte daraufhin 2002 ohne die Genehmigung der Band eine Blasphemous Girl betitelte Kompilation. Tairrie B. forderte daraufhin die Fans per Internet auf, die Veröffentlichung zu boykottieren. Ohne Plattenvertrag folgten Auftritte als Vorgruppe für Kittie auf deren Tour, was My Ruin komplett durch den Verkauf von Merchandise finanzierte. Im November und Dezember 2002 ging es zusammen mit Charger und Murder One auf Tournee durch Großbritannien. Nachdem sie selbstfinanziert Material für ein weiteres Album aufgenommen hatte, unterzeichnete die Band einen Vertrag bei Century Media, worüber nach der 2003er EP The Shape of Things to Come… Ende Oktober des Jahres das Album The Horror of Beauty erschien, das Ende 2002 aufgenommen worden war. Bei den Aufnahmen zum Album waren auch Coverversionen von PJ Harveys Rid of Me und Sex Junkies von Plasmatics entstanden. Im März 2004 ging es mit SOiL auf US-Tournee, wonach Mattox nicht mehr in der Band war. Der Posten des Bassisten wechselte danach mehrfach. So bedienten zeitweise Johnny Chow oder bei einer Tour durch Großbritannien im Mai 2004 zusammen mit Walls of Jericho Mat Dauzat das Instrument. Im August wurde die Trennung von Century Media bekannt. Nach den Aufnahmen zum Album The Brutal Language verließen im Februar 2005 Yael Benzaken und Chow die Besetzung. Das Album wurde im Mai online veröffentlicht. Der Kern der Band bestand nun aus Tairrie B. und Murphy, die mittlerweile ein Paar waren. Als Bassist kamen Chris Lisee und als Schlagzeuger Jason Brunk hinzu, Letzterer wurde wiederum durch Matt LeChevalier ersetzt. Im Juli schloss sich mit Bleed the Sky eine von Jägermeister gesponserte Double Shot of Rock Tour durch die USA an. Im November erschien The Brutal Language über Underground Records in Europa. Am 29. September 2006 sollten die Aufnahmen zur nächsten CD beginnen, jedoch verletzte sich Tairrie B. bei einem Autounfall am Tag davor den Arm, weswegen sie sich bis Mitte Oktober Hauttransplantationen unterziehen musste. Am 24. Dezember heiratete sie Mick Murphy in Tennessee. 2008 erschienen das Studio-Album Throat Full of Heart und das Live-Album Alive on the Other Side. Nachdem in den letzten Jahren verschiedene Labels ausprobiert worden waren, erschien Ende 2011 das Album A Southern Revelation als kostenloser Download über ihre Website. 2013 folgte das nächste Album The Sacred Mood.

## Stil
Christian Graf befand in seinem Nu Metal und Crossover Lexikon, dass Speak and Destroy aus „einer ziemlich kruden Kreuzung aus Glam- und Hardrock, Metal und Gothic“ besteht. A Prayer Under Pressure of Violent Anguish sei mit Absicht in einem „70er-Jahre-Ambiente“ gehalten. Dies ist laut Tairrie B. mit Absicht so gemacht worden, um sich vom digital bearbeiteten Rap-Rock von Bands wie Limp Bizkit abzugrenzen. Mit diesem Album sei die Band zu einer der wenigen führenden Nu-Metal-Bands aufgestiegen, die von einer Frau angeführt worden seien. Joel McIver beschrieb in seinem Buch The Next Generation of Rock & Punk Nu-Metal den Gesang als leidenschaftlich, wobei sich die Musik meist um diesen drehe. Auf A Prayer Under Pressure of Violent Anguish bestehe dieser meist aus Screaming. Auf dem Album werde zudem Tairrie B.s Besessenheit mit Katholizismus und Sexualität reflektiert, was sie in hochemotionalen Songs tue.
Martin Popoff schrieb in seinem Buch The Collector’s Guide of Heavy Metal Volume 3: The Nineties zu Speak and Destroy, dass hierauf schleppender durch Industrial beeinflusster Grunge enthalten ist. Er verglich Tairrie B. mit Bif Naked und Courtney Love, wobei ihr Gesang im Vergleich von der Intonation her eher flach ausfalle. Auch ihm fiel auf, dass textlich meist Themen wie Religion und Sex behandelt werden. Im vierten Band der Buchreihe rezensierte Popoff das Album erneut und stellte fest, dass die Musik extrem poetisch und sehr durch Industrial beeinflusst ist. Hierauf verwende man viele Gesangseffekte und Sprechpassagen, die mit vielen atmosphärischen Keyboardpassagen, technischem Schlagzeug und Powerchords vermischt würden. Tairrie B. setze bei diesem Album stark auf Symbolismus und behandele damit Themen wie Liebe, Hass, Beziehungen, Sex, Religion und Freundschaft. Textliche seien Parallelen zu X und Patti Smith vorhanden. Den Songs sei auch eine Verrücktheit à la Marilyn Manson anzumerken. Auch sei insgesamt eine starke Ähnlichkeit zu Apollyon Sun zu erkennen.
Jan Jaedike vom Rock Hard schrieb in seiner Rezension zu Speak & Destroy, dass dies „unterkühlter bis leicht psychotischer Endneunziger-Langweil-Rock mit öden Pop- und Industrial-Sprengseln“ ist. Die Musik sei meist unauffällig und enthalte Gesang der aus Gehauche, Screams und Rap-Passagen bestehe. In einer späteren Ausgabe besprach Conny Schiffbauer A Prayer Under Pressure of Violent Anguish und stellte fest, dass das Album „insgesamt geschlossener und heavier“ als der Vorgänger klinge. Hierauf seien „mal psychotisch-wütende, mal unterkühlt-spirituelle“ Nu-Metal-Lieder zu hören. Charakteristisch seien harte Gitarren-Riffs, Synthesizer-Elemente und ein bedrohlich wirkender Sprechgesang, was „eine nicht ganz alltägliche Mischung aus Teufelsaustreibung und Psycho-Therapie“ ergebe, die in eine „unheilsschwangere Endzeitstimmung“ verpackt sei. Andreas Stappert merkte in seiner Rezensuin zu The Horror of Beauty eine stetige Steigerung seit dem ersten Album an. Diesem Album kennzeichne nun „[g]eradeaus rockender Aggro-Metal, fette Doom- und Sludgecore-Passagen, ein paar dezente Nu-Metal-Elemente und ein herrlich fett wummernder Bass-Sound“. Der Gesang schwanke zwischen Gebrüll, der an Phil Anselmo erinnere, und Spoken-Word-Abschnitte. Für Wolf-Rüdiger Mühlmann, ebenfalls vom Rock Hard, hatte The Brutal Language einen „rumpeligen“ Charakter. Er fasste die Musik als Mischung aus Sludge, „Schreihals-Core“ und Punk zusammen. Ronny Bittner stellte fest´, dass man mit Throat Full of Heart mittlerweile ein akzeptables musikalisches Niveau erreicht habe, jedoch gebe es nur „durchschnittliche Nu-Metal- und Rotzrock-Riffs mit immer noch nervigem Schreigesang und mittelprächtige Songs“ und auch die Instrumente würden nur im Hintergrund „dahindümpeln“. Für Bittner war Ghosts and Good Stories eine „tightere Performance“ als der Vorgänger, jedoch vermöge das Songwriting immer noch nicht aus dem Durchschnitt herauszustechen. Der größte Schwachpunkt sei der Gesang, der sich nicht weiterentwickelt habe und eindimensional und monoton klinge, und stets in derselben Tonlage gebrüllt werde.
Marco Götz vom Metal Hammer ordnete The Sacred Mood, wie auch die Vorgänger, dem Alternative Metal zu. Die Songs hätten einen düsteren und „dreckigen“ Charakter, wobei sich als besonderes Markenzeichen der Gesang darstelle, der „aggressives Geschrei“ sei, der sich mit einem „exzentrisch-psychopathischen Sprechgesang“ abwechsle. Auch seien Horrorpunk-Einflüsse im Stil von Wednesday 13 und groovende Stoner-Rock-Passagen zu vernehmen.

## Diskografie
- 1999: Tainted Love (Single, Snapper Music)
- 1999: Speak & Destroy (Album, Madfish Records)
- 1999: Terror (Single, Snapper Music)
- 2000: Beauty Fiend (Single, Snapper Music)
- 2000: A Prayer Under Pressure of Violent Anguish (Album, Snapper Music)
- 2001: To Britain with Love…and Bruises (Live-Album, Snapper Music)
- 2002: Blasphemous Girl (Kompilation, Snapper Music)
- 2003: The Shape of Things to Come… (EP, Century Media)
- 2003: The Horror of Beauty (Album, Century Media)
- 2003: Ruined ’n’ Recalled (Kompilation, Recall 2cd Records)
- 2005: The Brutal Language (Album, Eigenveröffentlichung)
- 2008: Alive on the Other Side (Live-Album, Rovena Recordings)
- 2008: Throat Full of Heart (Album, Rovena Recordings)
- 2010: Ghosts and Good Stories (Album, Tiefdruck-Musik)
- 2011: A Southern Revelation (Album, Eigenveröffentlichung)
- 2012: Southern Revelation Tour Promo Teaser (Split mit Godsized, Sanctorum und Long Day Fear, Eigenveröffentlichung)
- 2013: The Sacred Mood (Album, Eigenveröffentlichung)